# Moskitiera

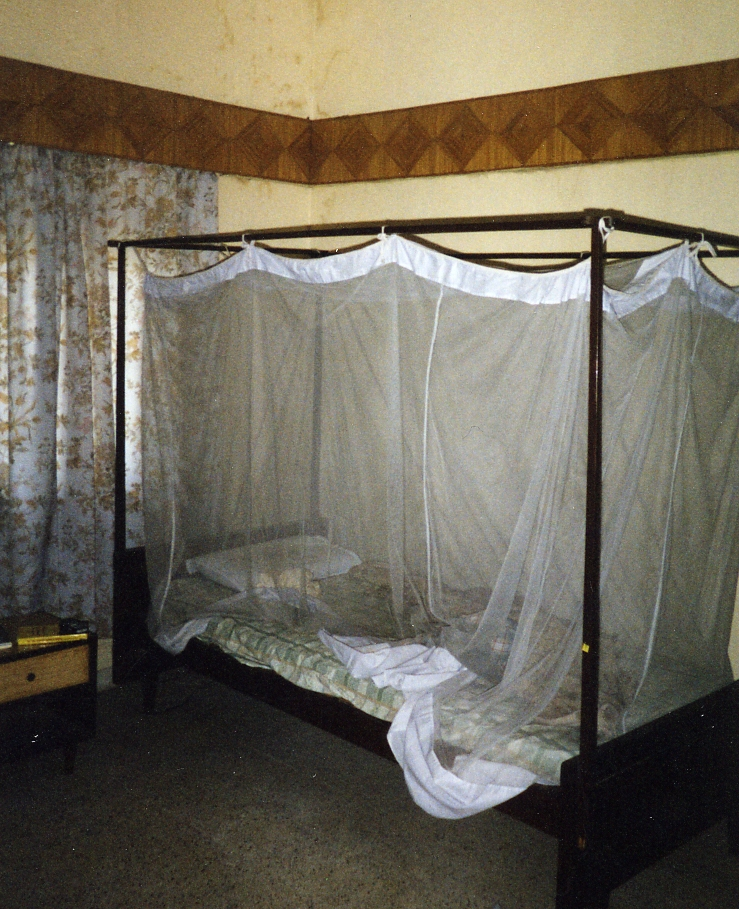
Łóżko przykryte moskitierą.

Moskitiera (hiszp. mosquito – komar) – zasłona z gęstej siatki, zakładana na otwory okienne i drzwiowe lub zawieszana nad łóżkiem. Stanowi osłonę przed komarami, muchami oraz innymi owadami. Może być wykonywana z bawełny, polietylenu, poliestru, oraz nylonu.
Mimo że początki regularnego używania moskitier datuje się na połowę XVIII wieku, były one wykorzystywane od czasów prehistorycznych. Kleopatra, królowa Egiptu, również spała pod tego typu zasłoną.